# Paulina Uścinowicz
Paulina Uścinowicz (født 16. oktober 1999) er en kvindelig polsk håndboldspiller som til daglig spiller for Fleury Loiret Handball og Polens U/19-kvindehåndboldlandshold.